# Adam Worth
Adam Worth (Germania, 1844 – Londra, 8 gennaio 1902) è stato un criminale tedesco naturalizzato statunitense.
Robert Anderson, un detective di Scotland Yard, diede a Worth, il più noto esempio di criminale-gentiluomo, il soprannome di «Napoleone del mondo criminale»: Worth è comunemente conosciuto come «il Napoleone del Crimine». Arthur Conan Doyle avrebbe usato Worth come prototipo della nemesi di Sherlock Holmes, il Professor Moriarty.

## Biografia

### Famiglia e giovinezza
Adam Worth nacque in Germania in una famiglia ebraica, nel 1844: l'ortografia originale del nome era probabilmente «Werth». Quando aveva cinque anni, la sua famiglia si trasferì a Cambridge negli Stati Uniti, dove suo padre esercitava il mestiere di sarto. Nel 1854 scappa di casa e parte per Boston, poi si stabilisce, nel 1860, a New York, dove lavora per un mese come commesso in un grande magazzino.
Quando scoppia la guerra di Secessione, egli mente sulla sua età e si arruola nell'esercito nordista. Worth serve nel 2nd New York heavy Artillery, Battery L (che in seguito muterà il proprio nome in 34th New York Battery) dove viene rapidamente promosso sergente. Viene ferito nella seconda battaglia di Bull Run, il 30 agosto 1862 ed è ricoverato nel Georgetown Hospital di Washington. Nell'ospedale, viene a sapere di essere stato inserito per errore nella lista dei morti in combattimento; ne approfitta, diserta e scompare.

### Inizio della carriera criminale
Worth si arruola in diversi reggimenti sotto numerosi falsi nomi, ricevuto il premio di arruolamento, parte per il combattimento e subito diserta. Quando la Agenzia Pinkerton comincia a ricercarlo, insieme a moltissimi altri che applicano lo stesso metodo, fugge verso New York e poi va a Portsmouth.
Dopo la guerra, Worth diviene borseggiatore a New York. Vi fonda una propria banda di borseggiatori e poi comincia a organizzare gli scassinatori. Viene arrestato mentre tenta di rubare il denaro della cassa di un treno della Adams Express Company ed è condannato a tre anni di prigione a Sing Sing. Evade qualche settimana più tardi e riprende la propria carriera di criminale.
Worth comincia a lavorare per la celebre ricettatrice Fredericka Mandelbaum conosciuta anche come organizzatrice di azioni criminali. Con il suo aiuto si lancia dello svaligiamento di banche e negozi verso il 1866 e finalmente comincia a pianificare colpi in conto proprio. Nel 1869 aiuta la Mandelbaum a far evadere, per mezzo di un tunnel, Charley Bullard dalla prigione di White Plains.
Con Bullard, Worth svaligia il caveau della Boylston National Bank a Boston, il 20 novembre 1869, ancora una volta grazie a un tunnel scavato a partire da un negozio adiacente. La banca assume l'Agenzia Pinkerton che indaga sulla spedizione di un cofano che Worth e Bullar hanno utilizzato per trasportare il bottino a New York. Worth decide allora di partire per l'Europa con Bullard.

### Criminali in Francia
Bullard e Worth vanno a Liverpool. Bullard assume l'identità di Charles H. Wells, un petroliere texano. Da parte sua Worth si fa passare per l'uomo d'affari Henry Judson Raymond, nome che conserverà per molti anni. Essi cominciano a disputarsi i favori di una barista di nome Kitty Flynn, che finirà per conoscere le loro vere identità. Diventerà la moglie di Bullard ma ciononostante non lascerà Worth. Nell'ottobre 1870, Kitty dà alla luce una bambina, Lucy Adeleine, e sette anni dopo nascerà un'altra bambina, Katherine Louise. La paternità delle due bambine è incerta. È possibile che la stessa Kitty la ignori, ma sia Bullard che Worth dichiarano di essere il padre. Allan Pinkerton riteneva che entrambe le figlie di Kitty fossero di Adam Worth.
Mentre i Bullard erano in luna di miele, Worth comincia a svaligiare dei banchi di pegno locali. Divide il bottino con Bullard e Flynn quando ritornano dal viaggio di nozze e, tutti e tre insieme, si recano a Parigi nel 1871.
A Parigi, le forze di polizia sono ancora disorganizzate in seguito agli avvenimenti della Comune. Worth e i suoi soci fondano un "american bar" con un bar-ristorante al mezzanino e una bisca al piano superiore. Poiché il gioco d'azzardo era proibito, i tavoli da gioco erano fatti in modo da potersi ripiegare nei muri e nel pavimento. Una sirena doveva essere azionata dal piano inferiore per dare l'allarme alla clientela all'arrivo della polizia. Worth forma una nuova banda di delinquenti, un certo numero dei quali sono i suoi antichi compagni di New York.
Allan Pinkerton, il fondatore dell'agenzia investigativa Pinkerton, visita il locale nel 1873, ma Worth lo riconosce. La polizia perquisirà il bar molte volte: per questo Worth e i Bullard decidono di abbandonare il ristorante. Worth utilizzerà questo luogo un'ultima volta per truffare un trafficante di diamanti e subito dopo i tre fuggiranno per Londra.

### Il capo del crimine londinese

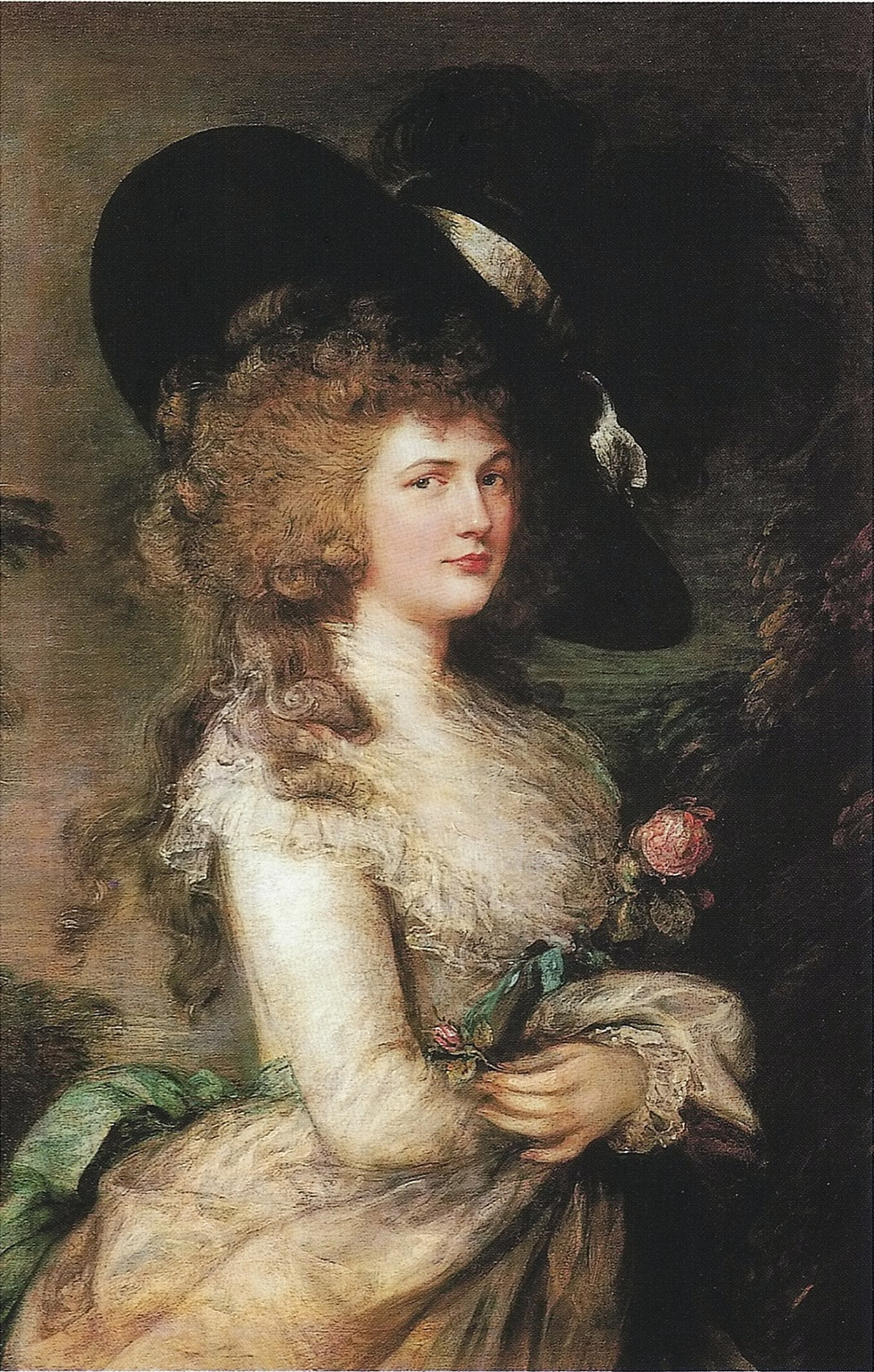
Georgiana, Duchess of Devonshire, di Thomas Gainsborough, 1787, rubato da Worth nel 1876.

In Inghilterra, Worth e i suoi associati acquistano West Lodge a Clapham Common. Affittano anche un appartamento nel quartiere di Mayfair e si uniscono all'alta società. Forma la propria rete criminale e organizza alcune intrusioni importanti con la complicità di diversi intermediari. Coloro che hanno lavorato nei suoi piani non conoscono mai il suo vero nome. Insiste sul fatto che i suoi subordinati non usano mai la violenza.
Infine Scotland Yard scopre l'esistenza della sua rete ma non è in grado, in un primo momento, di dimostrare nulla. Il detective John Shore rende l'arresto di Worth un fatto personale.
Le cose cominciano ad andare storte quando il fratello di Worth viene mandato a incassare un assegno falso a Parigi, viene arrestato ed estradato in Inghilterra. Worth trova il modo per farlo scagionare e rimandarlo negli Stati Uniti. Quattro dei suoi associati sono stati arrestati a Istanbul per aver distribuito false lettere di credito e deve pagare un sacco di soldi per corromperei giudici e la polizia. Bullard diventa sempre più violento mentre il suo alcolismo peggiora e alla fine parte per New York, seguito poco dopo da Kitty.
Nel 1876, Worth ha rubato personalmente il quadro recentemente riscoperta di Thomas Gainsborough, che rappresentanza la Duchessa di Devon, al museo londinese Agnew & Sons con l'aiuto di due associati. Terrà il quadro con sé e non cercherà di venderlo. I due uomini che lo assistono nel furto, Junka Phillips e Little Joe, diventano impazienti. Phillips cerca di farlo parlare della rapina in presenza di un informatore della polizia e Worth lo evita. Woth dà soldi a Little Joe per tornare negli Stati Uniti dove cerca di rapinare la Union Trust Company. Viene arrestato e parla con l'agenzia Pinkerton. La Pinkerton allerta Scotland Yard ma non si riesce ancora a provare nulla. Worth tiene quel quadro con sé mentre viaggia e organizza nuovi furti. Finalmente decide di recarsi in Sudafrica dove ruba diamanti grezzi per 50.000 di dollari americani. Tornato a Londra, fonda la Wynert & Company che vende i diamanti a prezzo più basso della concorrenza. Nel 1880, Worth sposa Louise Margaret Boljahn, usando ancora il nome di Henry Raymond: ebbero un figlio, Henry e una figlia, Beatrice. È possibile che sua moglie non conoscesse la sua vera identità. Passa illegalmente il dipinto negli Stati Uniti e lo lascia lì.

### Errore e arresto
Nel 1892, Worth decide di visitare il Belgio, dove è imprigionato Bullard, che lavorava con Max Shinburn, il rivale di Worth, quando la polizia belga li cattura entrambi in Belgio viene a sapere che Bullard è deceduto.
Il 5 ottobre, Worth improvvisa un furto di una carrozza portavalori a Liegi con due fidi ed esperti complici, uno dei quali era l'americano Johnny Curtin. Il colpo fallisce e la polizia cattura Worth sul posto, mentre i due complici fuggono.
In prigione Worth rifiuta di rilevare la propria identità e la polizia belga interpella le polizie di altri paesi. Il New York City Police Department e Scotland Yard lo identificano come Worth, benché la Pinkerton non abbia rivelato nulla. Max Shinburn, anch'egli detenuto in Belgio, rivela alla polizia tutto ciò che sa. In prigione, Worth non ha notizie della famiglia, ma riceve una lettera da Kitty Flynn, che gli offre di finanziargli la difesa legale.
Il processo a Worth ha luogo il 20 marzo 1893. Il Pubblico Ministero fa uso di tutto ciò che sa su Worth, che nega categoricamente di aver qualcosa a che fare con attività criminali, affermando che quel furto al portavalori è stato un atto sciocco motivato dalla mancanza di denaro e che tutte le altre accuse, comprese quelle delle polizie americana e britannica si basano su semplici sentito-dire.
Afferma che la propria ricchezza deriva tutta da gioco d'azzardo legale. Ma in conclusione Worth è condannato a sette anni per furto e inviato alla prigione di Lovanio.
Durante il suo primo anno di prigione, Shinburn assume altri detenuti per picchiarlo. Più tardi, Worth sente che Johnny Curtin, che avrebbe dovuto prendersi cura di sua moglie, l'ha sedotta e abbandonata. Lei perde la ragione ed è internata in un manicomio. I bambini sono assistiti da suo fratello John negli Stati Uniti

### Liberazione e ultimi anni
Worth fu rilasciato anticipatamente per buona condotta nel 1897. Ritornato a Londra, ruba 4.000 sterline a un rivenditore di diamanti per ottenere fondi. Quando fa visita a sua moglie, lei ha difficoltà a riconoscerlo. Parte per New York e visita i suoi figli. Poi incontra William Pinkerton, a cui racconta dettagliatamente gli eventi della sua vita. Il manoscritto che Pinkerton ha scritto dopo la partenza di Worth è ancora conservato nell'archivio di Pinkerton a Van Nuys, in California.
Grazie alla Pinkerton, Worth organizza il ritorno del dipinto della Duchessa di Devon alla Agnew & Sons in cambio di 25000 $. La pittura e il pagamento sono scambiati a Chicago il 28 marzo 1901. Ritorna a Londra con i figli e trascorre il resto della vita con loro. Suo figlio beneficerà di un accordo tra suo padre e Alan Pinkerton per iniziare una carriera da detective alla Pinkerton.
Adam Worth morì l'8 gennaio 1902. È sepolto nel cimitero di Highgate in una fossa comune sotto il nome di Henry J. Raymond. Una piccola lapide è stata posta per indicare il suo luogo di riposo nel 1997 dalla Jewish American Society per ricordare la sua storia.

## Nella cultura di massa
- Michael Caine ha impersonato Adam Worthnel film Balordi & Co. - Società per losche azioni capitale interamente rubato $ 1.000.000 (titolo orig. Harry and Walter Go to New York). Worth vi è descritto come un genio del crimine, ma gli avvenimenti della storia non corrispondono a fatti reali.
- La terza stagione della serie televisiva Sanctuary presenta Worth come un buono a nulla; egli ha una doppia personalità come Mister Hyde nel romanzo di Stevenson. La sola cosa che questa versione di Worth ha in comune con il personaggio reale è il nome, dato che Worth è descritto come uno scienziato pazzo irlandese che prova a distruggere prima Londra e poi addirittura l'intera Terra.